# Картаєв Владислав Дмитрович
Владислав Дмитрович Картаєв (рос. Владислав Дмитриевич Картаев; 2 жовтня 1992, м. Челябінськ, Росія) — російський хокеїст, центральний нападник. Виступає за «Локомотив» (Ярославль) у Континентальній хокейній лізі.
Вихованець хокейної школи «Салават Юлаєв» (Уфа). Виступав за «Салават Юлаєв-2» (Уфа), «Толпар» (Уфа), «Салават Юлаєв» (Уфа), «Локо» (Ярославль).
У складі юніорської збірної Росії учасник чемпіонату світу 2010.